# Jordi Bonet i Godó
Jordi Bonet i Godó (Barcelona, 7 de maig de 1932 - Mont-real, 25 de desembre de 1979) fou un ceramista, escultor i pintor català establert al Quebec.

## Biografia
Jordi Bonet va néixer a Barcelona el 1932, en una família de vella tradició cultural. La seva infantesa va venir totalment marcada per la Guerra Civil Espanyola. Als 9 anys, per un accident, va haver de sofrir l'amputació d'un braç i això el va decantar a interessar-se per les activitats artístiques. Va estudiar a l'Escola de Belles Arts de Barcelona, després va aprendre dibuix amb Antoni Prats, a Roma, i va coincidir amb companys com ara Antoni Vila i Arrufat i Josep Gudiol i Ricart. El 1953 va obrir el seu taller al carrer Calvet.
El 1953, participà en una exposició col·lectiva al Cercle Maillol, a l'Institut Francès de Barcelona, conjuntament amb artistes de la talla de Tharrats, Tàpies o Cuixart.
El 1954 s'instal·là al Quebec. El 1955 realitzà una exposició a Trois-Rivières. A partir d'aquest moment vindrà la seva consagració i començarà a rebre encàrrecs, tant al Canadà com en altres indrets de Nord-amèrica o, fins i tot, l'Aràbia Saudita. Acaba acumulant tanta feina que necessita una dotzena de col·laboradors per a fer front a les comandes que li arriben.
El 1966 és escollit membre associat de l'Acadèmia de les Arts del Canadà i membre de l'Associació d'Artistes Professionals del Quebec. Aquell mateix any, és nomenat professor d'art de l'Escola d'arquitectura de la Universitat de Mont-real. El 1969 rep l'encàrrec de dur a terme la decoració del vestíbul del Gran Teatre de Quebec.
Aviat esdevingué l'artista de més renom del Quebec. Casat amb Huguette Bouchard, la felicitat es començà a tòrcer dramàticament quan, el 1971 perden un dels seus fills, Stephan, quan només comptava 10 anys. Aquest sotrac serà impossible de superar. El 1973 li serà diagnosticada una leucèmia i una esperança de vida d'un mes. Jordi aconseguirà lluitar amb la malaltia durant sis anys i morirà el 25 de desembre de 1979 a Mont-real, a l'edat de 47 anys.
Molt considerat al seu país d'adopció, a moltes poblacions del Quebec hi té dedicats carrers, així com un pont a Mont-Saint-Hilaire.

## Obra
Després d'una primera època centrada en el dibuix i la pintura, fins a 1956, comença el seu domini i producció en el suport ceràmic anant des de petites peces fins a grans murals. Amb el temps va anar incorporant nous materials a la seva obra, com ara ciment i metall. A partir de 1969, instal·lat a Mont-Saint-Hilaire, comença una època de maduresa on demostra la seva destresa en el maneig dels materials i en la confecció de grans obres murals i vitralls.
Molt interessat per l'art religiós i litúrgic, té una considerable producció en aquest camp.
De part del seu oncle, l'arquitecte Lluís Bonet i Garí, havia rebut una considerable formació en l'art religiós medieval. Amb una curiositat inesgotable, Bonet es considerava influenciat des de pel romànic de Taüll fins a Dalí, passant pel gòtic català, per Gaudí i per Picasso.

## Algunes obres importants

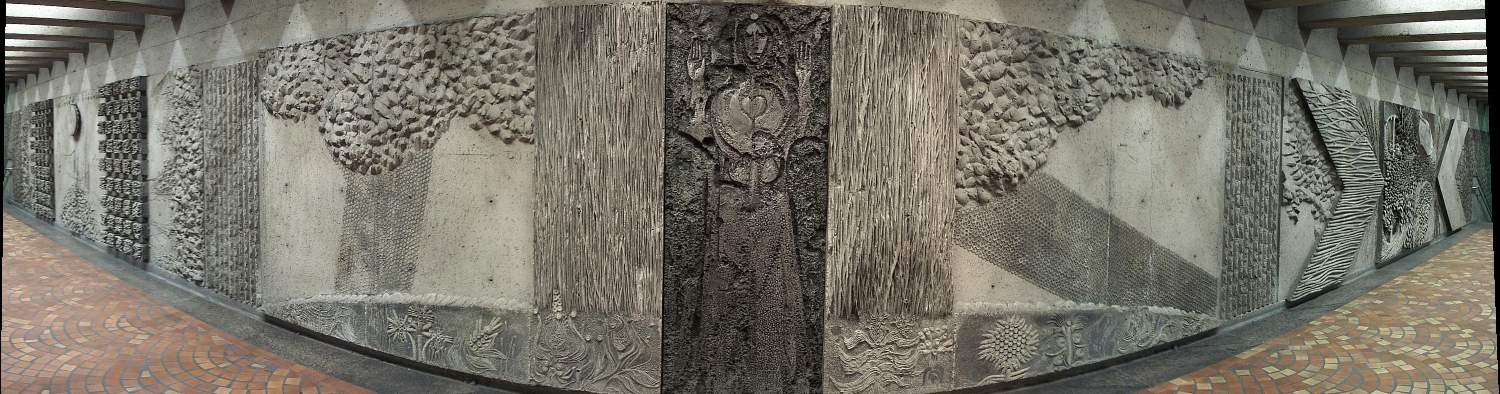
El mural Citius, Altius, Fortius a l'estació Pie-IX del Metro de Mont-real.

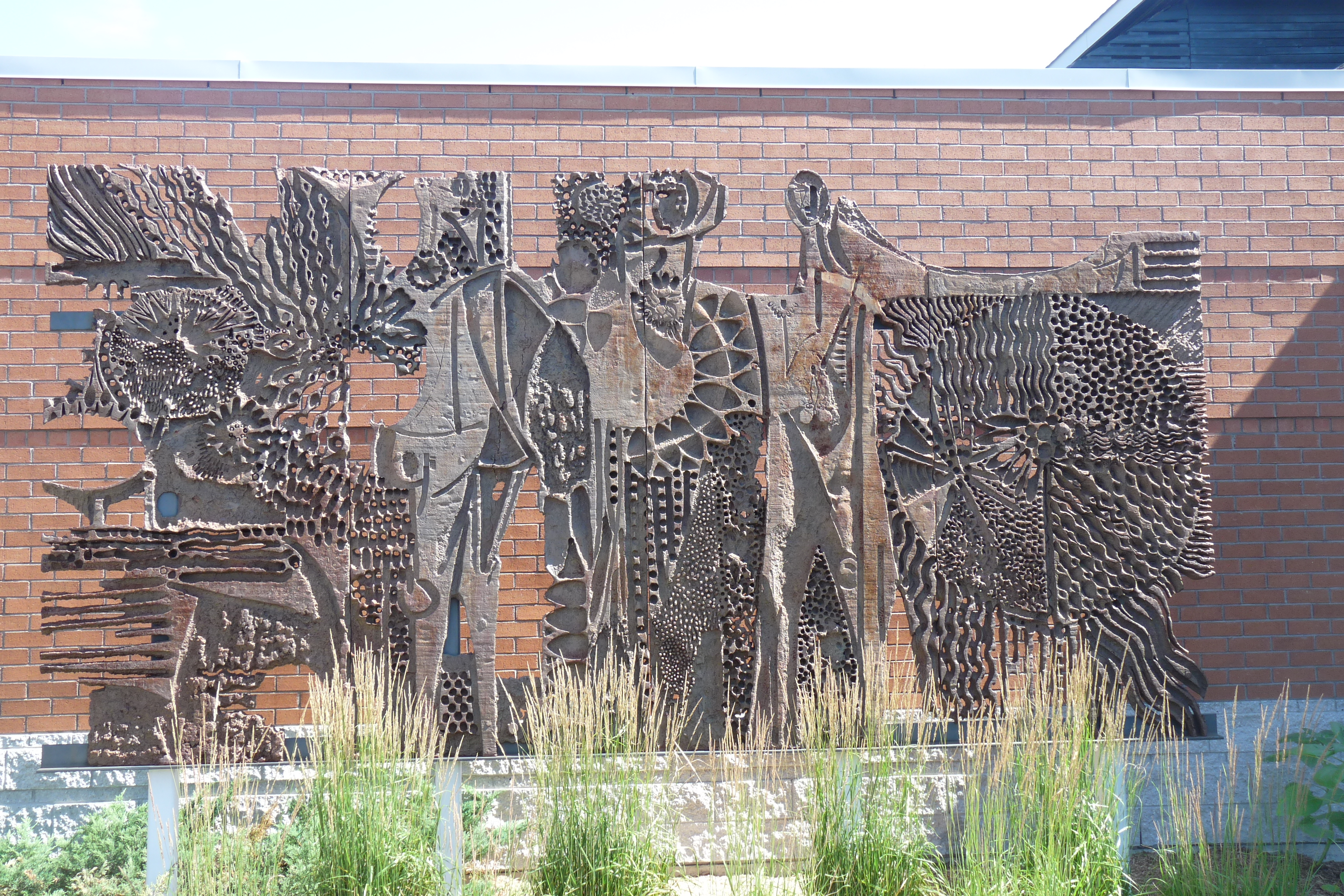
Les trois soleils a Mont-Saint-Hilaire.

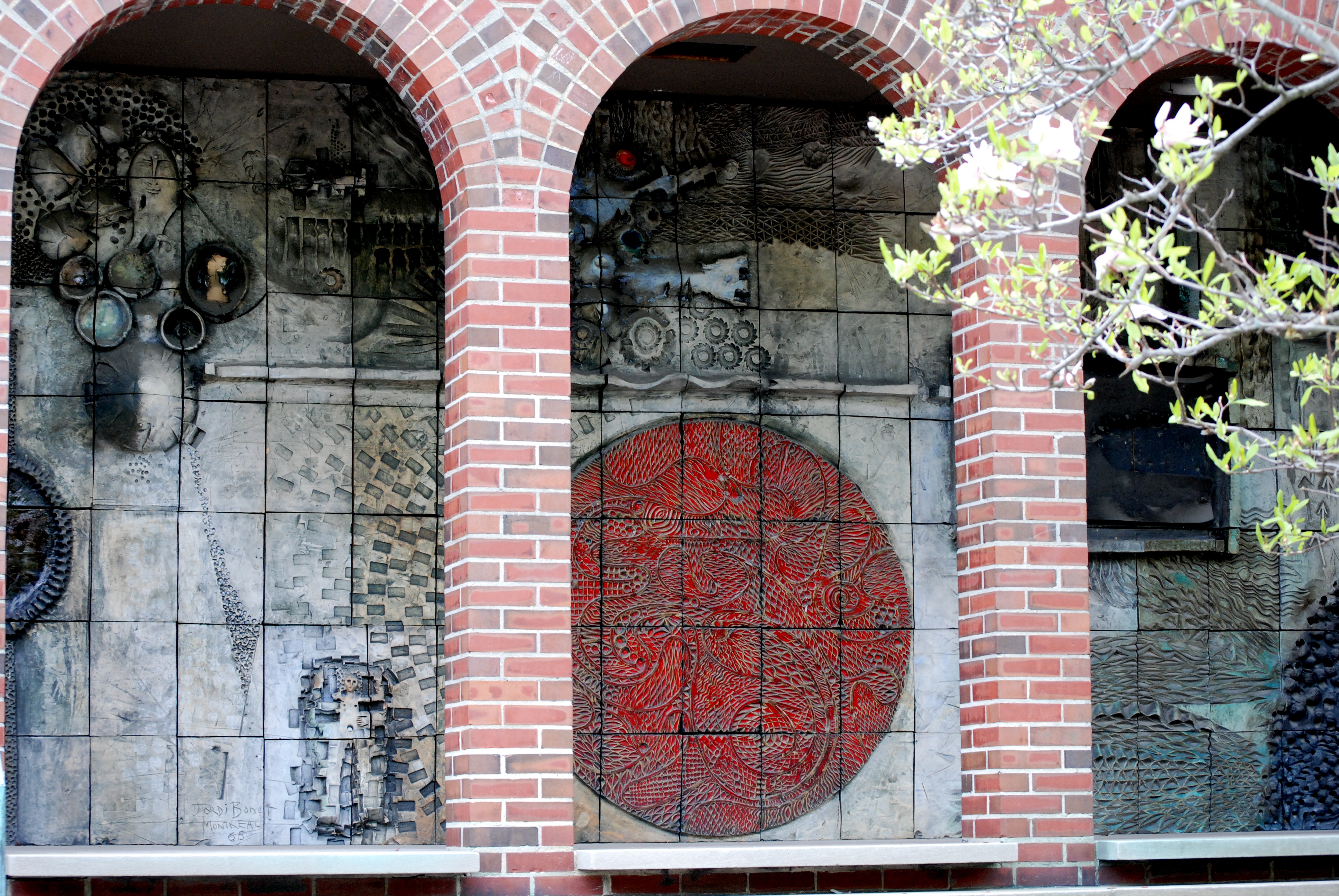
Mural a l'Escola ortogènica Sonia Shankman, Chicago.

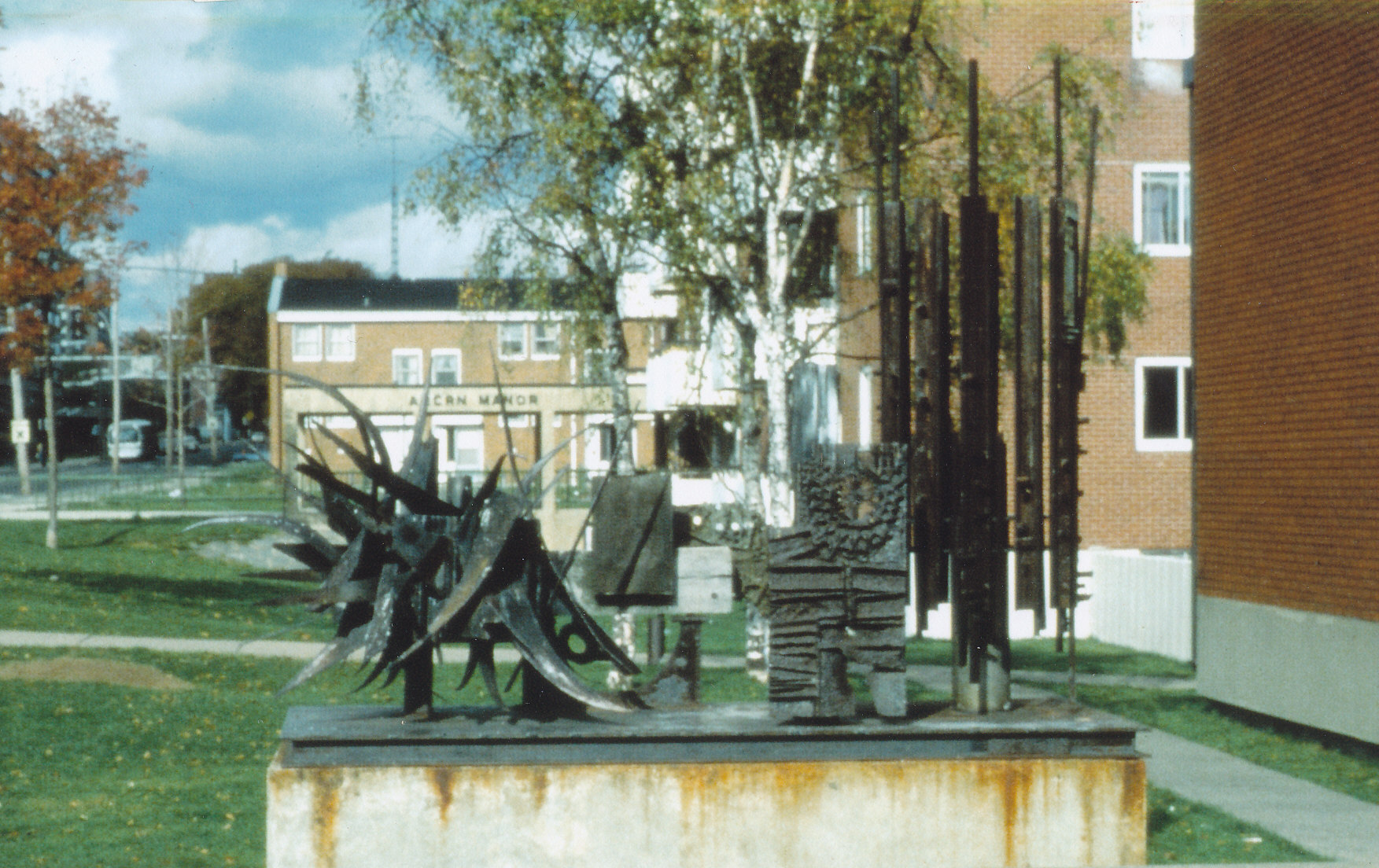
Halifax Explosion Memorial, a Halifax.

Jordi Bonet va tenir temps de produir una obra immensa. Algunes de les seves peces més cèlebres són:
- Plafons ceràmics al seminari de Metabetchouan, a Quebec.[3]
- Mural a la North American Tower, a Toronto.
- Mural de l'Hospital Metropolità de Filadèlfia.
- Escultura mural Citius, Altius, Fortius a l'estació Pie-IX del Metro de Mont-real.
- Plafó Composition sur cloison al Cégep del Vieux-Montréal a Mont-real.
- Escultura Godo al Museu de Belles Arts de Mont-real.
- Vuit escultures murals d'Homenatge a Gaudí a la Sala Wilfrid-Pelletier, Plaça de les Arts de Mont-real.[3]
- Escultura mural Obsession a la Sala Jordi-Bonet, Holiday Inn Montréal-Midtown a Ville-Marie, Mont-real.
- Escultura mural a l'École secondaire Antoine-de-Saint-Exupéry a Saint-Léonard, Mont-real.
- Escultura mural a l'École polytechnique de Montréal, Universitat de Mont-real.
- Escultura al Centre cultural de Pierrefonds a Pierrefonds-Roxboro, Mont-real.
- Escultures litúrgiques a l'Església de Saint-Jean-Marie-Vianney a Rosemont–La Petite-Patrie, Mont-real.
- Conséquences al Pavelló Charles-De Koninck de la Universitat Laval a Quebec.
- Escultura mural La création, le pouvoir de la pensée al Pavelló Le Caron del Col·legi Édouard-Montpetit a Longueuil.
- Plafons ceràmics L'homme devant les sciences al Pavelló Adrien-Pouliot de la Universitat Laval a Quebec.
- Illustration libre de Trois-Rivières a l'Ajuntament de Trois-Rivières.
- Monument a Dollard des Ormeaux al Parc municipal de Carillon a Saint-André-d'Argenteuil (Laurentides)
- Les Nations a la Universitat Laval a Quebec.
- Escultures murals al Convent de les Ursulines a Loretteville, a Quebec.
- Escultures murals a la Sala Louis-Fréchette al Grand Théâtre de Québec a Quebec.
- Escultures i aparells litúrgics a l'Església de la Précieux-Sang a Repentigny (Lanaudière).
- Mural a l'Ajuntament de Saint-Jean-sur-Richelieu.
- A mi padre Nedico a la Universitat Western Ontario, London (Ontario).
- L'Arbre de vie al Palau del príncep hereu Fahd, a Jiddah (Aràbia Saudita).
- Chemin de croix a la Catedral de l'Immaculée-Conception, Edmundston (Nova Brunswick).
- The Fathomless Richness of the Seabed a 1055 West Hastings, Vancouver.
- Resurgence a 1066 West Hastings, Vancouver.
- Mural a l'Escola ortogènica Sonia Shankman, Universitat de Chicago, Chicago.
- Nou plafons murals al Pavelló de l'associació d'estudiants, Universitat d'Alberta, Edmonton.
- Escultura a la Henry Lou Gehrig School de Nova York.
- Vitralls i escultures a la Capella Our Lady of the Sky a la Terminal 4 de l'Aeroport Internacional John F. Kennedy, Nova York.
- Escultura a la William A. Morris School de Nova York.
- Escultura mural al Canadian Environmental Health Laboratory, a Ottawa.
- Dues portes esculpides a la Sala de conferències del Centre Nacional de les Arts, a Ottawa.
- Escultura mural al Charles S. Curtis Memorial Hospital, a St. Anthony (Terranova i Labrador)
- Escultures murals sagrades a l'Església unida de St. Andrew's, a Sudbury (Ontario).
- Relleu a 845 Chilco Street, a Vancouver.
- Escultura Halifax Explosion Memorial, a Halifax (Nova Escòcia).